# Joseph Kober

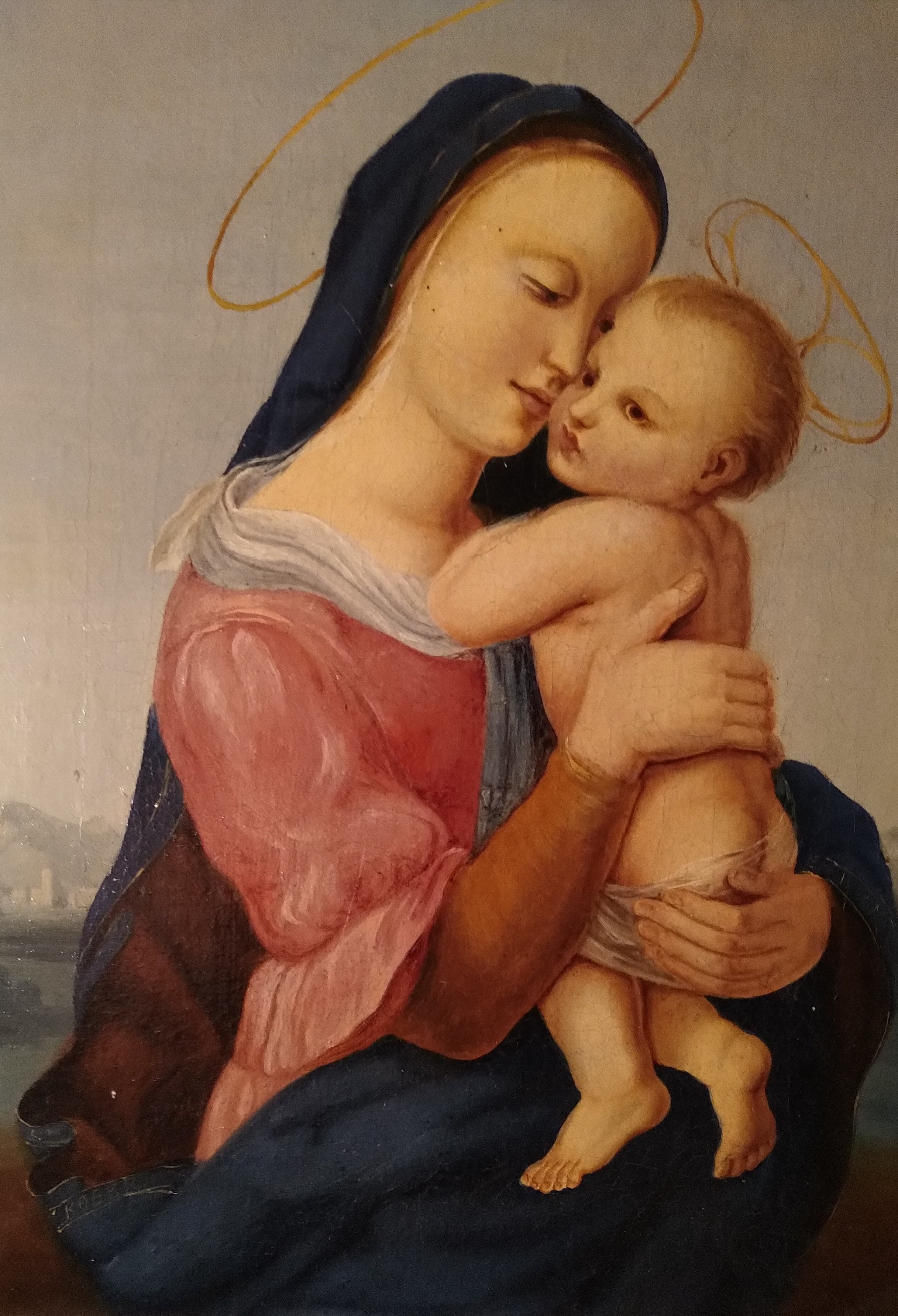
Joseph Kober. Madonna Tempi. Kopie nach Raffael. Nazarener.

Joseph Kober (* 27. Februar 1823 in Kirchheim in Schwaben; † 4. November 1874 in Göggingen) war ein akademischer Kunstmaler der Kunstrichtung der Nazarener und hierbei einer der bedeutendsten Kirchenmaler des bayerisch-schwäbischen Spätnazarenerkreises.

## Leben
Joseph Kober wurde 1823 in Kirchheim in Schwaben geboren. Er entstammt einer bekannten schwäbischen Scharfrichterfamilie. Sein Vater war der Kirchenmaler Johann Pankraz Kober (1796–1832), der an der Ausstattung zahlreicher Kirchen in Mittelschwaben arbeitete und als Stammvater der Malerfamilie gilt. Seine Mutter war Creszentia Sedelmayer. Seine Geschwister waren sein jüngerer Bruder Karl Kober (1824–1877), der spätere Dekorationsmaler, und die Schwester Carolina Kober (* 1820). Mit seiner Familie zog er 1828 nach Göggingen bei Augsburg. Am 28. Juni 1858 heiratete er Charitas Schittenhelm aus Straßberg in Bobingen, wo er auch zeitweise wohnhaft war.
Er besuchte die damalige Augsburger Kunstschule. Durch die Matrikelbüchern der Kunstakademie München von 1844/45 ist belegt, dass er dort Malerei studierte. Die Schulung an den Werken von Julius Schnorr von Carolsfeld und Heinrich Maria von Hess prägten sein künstlerisches Schaffen nachhaltig.
Mit Ferdinand Wagner entwickelte sich eine enge Zusammenarbeit. Er war an der Ausstattung zahlreicher Kirchen beteiligt. Sein letztes nachweisliches Werk ist die 1884 entstandene Kreuzwegstation in der Leonhards-Kapelle von Hiltenfingen. Neben Ferdinand Wagner, Johann Nepomuk Kaspar und Liberat Hundertpfund gehört er zu den wichtigsten Vertretern des bayerisch-schwäbischen Spätnazarenerkreises. Die Sterbedaten sind unbekannt.

## Werke (Auswahl)
- 1861 Deckenbild mit Jüngstem Gericht, Pfarrkirche St. Ursula in Rommelsried, nach dem Vorbild des Werks von Peter von Cornelius aus der Münchener Ludwigskirche
- 1884 Kreuzwegstation, Leonhards-Kapelle, Hiltenfingen

Daneben sind zahlreiche Werke, meist Altarblätter, nachweisbar in den Kirchen in Eppishausen, Bonstetten, Unter- und Oberauerbach, Ober- und Unterkammlach, Göggingen, Rufen, Gersthofen, Au bei Dinkelscherben, Zaisertshofen, Mattsies, Bedernau, Remnatsried und Unterrammingen.